# Club Atlético Patronato de la Juventud Católica
Il Club Atlético Patronato de la Juventud Católica, o semplicemente Patronato, è una società calcistica argentina di Paraná, città della provincia di Entre Ríos. Milita in Primera B Nacional, la seconda serie del campionato argentino di calcio.
Il club rojinegro (rossonero) ha all'attivo cinque partecipazioni nella massima serie argentina, la prima nel Campeonato Nacional 1978, la seconda nella Primera División 2016, dopo la promozione ottenuta nel secondo posto della Primera B Nacional 2015, e le successive a partire dalla stagione Primera División 2018-2019, dopo la promozione dalla Primera B Nacional 2017-2018.
Nel 2010 ha vinto il Torneo Argentino A, garantendosi quindi il ritorno in Primera B Nacional dopo 26 anni.

## Storia

### Inizi
Il Club Atlético Patronato de la Juventud Católica fu fondato a Paraná il 1º febbraio 1914 da Padre Bartolomé Grella, che vide il calcio quale strumento efficace per invogliare i bambini del quartiere a seguire il catechismo. La prima sede della squadra era ubicata in via Andrés Pazos, in quello che oggi è Círculo Católico de Obreros. Nel 1921 il Patronato acquisì il terreno situato in via Andrés Pazos y Misiones. In questo decennio la squadra si distinse nella Liga Paranaense de Fútbol, il campionato paranaense, concludendo da imbattuta le edizioni 1924 e 1927 del torneo.
Nel 1931 padre Grella comprò un terreno situato in via 3 de febrero, vi fece edificare la cappella di Santa Teresita e due campi di calcio, uno di dimensioni regolamentari e un altro per gli allenamenti. Questo campo fu inaugurato il 25 maggio 1932. 

### Anni '40 e '50: Supremazia regionale
Negli anni '40 il Patronato confermò la propria supremazia locale ottenendo il titolo di campione della Liga Paranaense nel 1942, 1943 e 1945 e partecipando a due edizioni della Copa de la República, nel 1943 e nel 1945. Nel 1949 il club comprò il terreno in cui si trova la sede sociale attuale e l'attuale stadio della squadra. 
Le vittorie continuarono negli anni '50 con il successo nel campionato locale, conseguito nel 1950, 1953, 1954, 1955 e 1957. Al 30 maggio 1956 risale l'inaugurazione del nuovo stadio, in occasione di una partita amichevole contro il Colón de Santa Fe.

### Anni '60
Negli anni '60 il Patronato proseguì i propri successi in ambito regionale, vincendo il campionato paranaense nel 1960, 1965, 1968 e 1969, oltre a partecipare al Torneo Nacional de Primera División nel 1969 e nel 1970, edizione in cui giunse a disputare la finale, persa contro il Gimnasia (J).

### Anni '70: l'esordio in Primera División

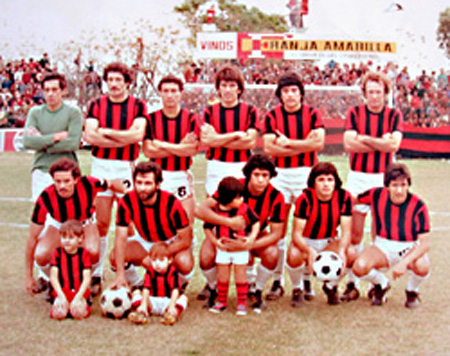
Il Patronato che vinse il Torneo Regional del 1978, accedendo per la prima volta alla massima serie argentina.

Negli anni '70 la squadra si aggiudicò il campionato paranaense nel 1972 e nel 1977, oltre al clasificatorio del 1972. Partecipò nel 1973 e nel 1978 al Torneo Regional, che assegnava quattro posti in Primera División. Il Patronato concluse questo torneo da imbattuto, conseguendo la promozione in massima serie grazie alle vittorie consecutive contro Gimnasia (CdU), Libertad de Concordia, Bartolomé Mitre de Posadas, Benjamín Matienzo de Goya e poi in ambo le finali contro lo Sportivo Patria de Formosa.
Il Campeonato Nacional era a quel punto composto da 32 squadre, divise in 4 gironi all'italiana. Il Patronato fu inserito nel gruppo B, dove batté Unión de Santa Fe (ponendo fine ad una sua striscia di 24 partite), Platense e Gimnasia (M) in casa e Chacarita Juniors in trasferta, pareggiò contro Platense, Huracán, Atl. Tucumán, Gimnasia y Esgrima de Mendoza e Chacarita Juniors e fu sconfitto da Unión de Santa Fe, Huracán, Atlético Tucumán e Boca Juniors in ambo le occasioni, dopo essere passato in vantaggio alla Bombonera. Chiuse il torneo al quinto posto con 13 punti, non centrando l'obiettivo di accedere al turno successivo (le qualificate furono Unión e Huracán).
Dato che per giocare in Primera División le squadre dell'Interior dovevano conquistare il posto tutti gli anni nel Torneo Regional, il Patronato non conservò il proprio posto in Primera per l'anno seguente.

### Anni '80 e '90
Il Patronato vinse il campionato locale nel 1984, 1988 e 1989 e partecipò al torneo regionale nel 1984 e ai tornei clasificatorios per il Nacional B nelle stagioni 1988-1989 e 1989-1990.
Negli anni '90 il club vinse il clasificatorio nel 1990 e nel 1995, l'Apertura nel 1992, 1994 e 1998 e il Clausura nel 1991, 1992, 1994. Partecipò ai tornei dell'Interior nel 1990-1991, 1992-1993, 1993-1994 e 1994-1995, annata a partire dalla quale prese parte al Torneo Argentino A, andando sempre vicino alla promozione. 

### Anni 2000
Nella stagione 2007-2008 la squadra vinse le finali contro il Central Córdoba, ottenendo di nuovo un posto nel Torneo Argentino A.

### Anni 2010: il ritorno in auge
Nel 2009-2010 concluse al primo posto nel proprio girone la prima fase del Torneo di Clausura, accedendo alla seconda fase a cinque squadre, che chiuse nuovamente al primo posto. Con 25 gol subiti fu la migliore difesa del torneo e piazzò Diego Jara (26 reti) al primo posto nella classifica dei marcatori. I risultati consentirono alla squadra di qualificarsi alla semifinale, dove ebbe la meglio sul Cipoletti per 3-2 ai tiri di rigore, dopo aver perso 3-1 fuori casa e vinto per 3-1 in casa. In finale affrontò il Santamarina de Tandil, che aveva eliminato l'Unión de Sunchales. Il Patronato si impose in ambedue le partite (1-2 all'andata fuori casa e 2-0 in casa), ottenendo la promozione in Primera B Nacional di fronte a 20 000 spettatori.
Il debutto del Patronato in Primera B Nacional risale all'8 agosto 2010 in casa contro il Belgrano di fronte a 15 000 spettatori, che videro la vittoria dei paranaensi per 2-0 con gol di Julio Moreyra e Mariano Echagüe. Nella stagione d'esordio nella serie cadetta argentina la squadra ottenne 50 punti, chiudendo tredicesima in classifica su 20 squadre, sospinta dai gol di Diego Jara. 
La stagione 2011-2012 fu ottima, essendosi conclusa con 56 punti in classifica e il sesto posto, ma l'allenatore Marcelo Fuentes decise di lasciare la squadra alla scadenza del contratto. Fu rimpiazzato dal duo composto da Luis Medero e Claudio Marini, che guidarono il Patronato fino alla 28ª giornata del campionato seguente, prima di essere rimpiazzati da Diego Osella, che guidò i suoi al settimo posto, con 56 punti ottenuti. 
Peggiore fu la stagione 2013-2014, una delle più negative della squadra in B Nacional, chiusasi al 19º posto con 49 punti. Nel dicembre 2013 Osella lasciò il posto a Sergio Lippi.
Il Torneo de Primera B conobbe un cambio di formula nel 2014, quando le 20 squadre furono divise in due gironi da 20 squadre e furono previste 10 promozioni per giungere ad un torneo di Primera División con 30 squadre per l'anno seguente.
Il Patronato fu inserito nella Zona B con, tra le altre, Unión de Santa Fe, Atlético Tucumán, Crucero del Norte e Huracán. Dopo il disastro dell'annata precedente, Lippi fu rimpiazzato con Marcelo Fuentes, chiamato per la volta a guidare il club. Dopo soli 22 punti ottenuti in 20 giornate, questi fu esonerato con la squadra all'ottavo posto e sostituito nel dicembre 2014 con Iván Delfino. Con gli innesti di Marcos Quiroga, Matías Garrido, Lucas Mazzulli, Diego Jara e Matías Bolatti, la squadra risalì, lottando per un posto promozione poi andato all'Atlético Tucumán, che ottenne l'accesso diretto alla Primera División. Con soli 24 gol subiti in 42 partite, il Patronato ebbe comunque la migliore difesa del torneo, oltre al secondo miglior attacco (60 gol), chiudendo al secondo posto con 82 punti. Le squadre classificatesi dal secondo al quinto posto disputarono un minitorneo per decretare l'altra squadra promossa in massima seri. Contro l'Instituto (C), il Patronato pareggiò (1-1) fuori casa e vinse (3-1) in casa. Contro il Santamarina de Tandil, che nella sfida precedente aveva battuto il Ferro Carril Oeste, la squadra paranaense perse per 3-1 in trasferta e vinse per 2-0 in casa, portando la gara ai tiri di rigore, che videro il successo del Patronato per 6-5, ottenendo uno storico ritorno in Primera División per la stagione 2016.
Nel dicembre 2015 Delfino si dimise e fu sostituito da Rubén Forestello, che condusse la squadra a due salvezze di fila. Scaduto il contratto con Forestello, il club ingaggiò come tecnico Juan Pablo Pumpido.

## Palmarès

### Competizioni nazionali
- Torneo Argentino B: 1

2007-2008
- Torneo Federal A: 1

2009-2010
- Copa Argentina: 1

2022

### Competizioni regionali
- Torneo Regional: 1

1978

### Altri piazzamenti
- Supercopa Argentina:

Finalista: 2022
- Primera B Nacional:

Secondo posto: 2015

## Rosa 2018-2019
Aggiornata al 25 febbraio 2019
| N. |                      | Ruolo | Calciatore          |
| -- | -------------------- | ----- | ------------------- |
| 1  | Argentina (bandiera) | P     | Sebastián Bértoli   |
| 2  | Argentina (bandiera) | D     | Wálter Andrade      |
| 3  | Argentina (bandiera) | D     | Lucas Ceballos      |
| 4  | Argentina (bandiera) | D     | Lautaro Geminiani   |
| 5  | Argentina (bandiera) | C     | Marcos Minetti      |
| 6  | Argentina (bandiera) | D     | Matías Escudero     |
| 7  | Argentina (bandiera) | C     | Lautaro Comas       |
| 8  | Argentina (bandiera) | C     | Gabriel Compagnucci |
| 9  | Argentina (bandiera) | A     | Francisco Apaolaza  |
| 10 | Argentina (bandiera) | C     | Gabriel Carabajal   |
| 11 | Argentina (bandiera) | C     | Germán Berterame    |
| 12 | Argentina (bandiera) | P     | Emanuel Alarcón     |
| 13 | Uruguay (bandiera)   | D     | Mathías Abero       |
| 15 | Argentina (bandiera) | D     | Martín Aruga        |
| 17 | Argentina (bandiera) | C     | Abel Peralta        |
| 18 | Argentina (bandiera) | A     | José Barreto        |
| 20 | Argentina (bandiera) | D     | Nicolás Pantaleone  |
| 21 | Argentina (bandiera) | P     | Federico Costa      |
| 22 | Argentina (bandiera) | C     | Federico Bravo      |

| N. |                      | Ruolo | Calciatore          |
| -- | -------------------- | ----- | ------------------- |
| 23 | Argentina (bandiera) | D     | Bruno Urribarri     |
| 24 | Argentina (bandiera) | C     | Damián Lemos        |
| 25 | Argentina (bandiera) | C     | Santiago Briñone    |
| 27 | Argentina (bandiera) | C     | Pablo Ledesma       |
| 29 | Argentina (bandiera) | A     | Ezequiel Rescaldani |
| 30 | Argentina (bandiera) | C     | Jacobo Mansilla     |
| 31 | Argentina (bandiera) | C     | Ignacio Cacheiro    |
| 32 | Argentina (bandiera) | C     | Gastón Gil Romero   |
| 33 | Argentina (bandiera) | D     | Renzo Vera          |
| 34 | Argentina (bandiera) | D     | Agustín Sandona     |
| 38 | Argentina (bandiera) | C     | Brian Nievas        |
| 39 | Paraguay (bandiera)  | A     | Gabriel Ávalos      |
| 40 | Argentina (bandiera) | C     | Agustín Guiffrey    |
|    | Argentina (bandiera) | A     | Juan Cruz Franzoni  |
|    | Argentina (bandiera) | C     | Matías Palavecino   |
|    | Argentina (bandiera) | A     | Faustino Dettler    |
|    | Argentina (bandiera) | A     | Mauro Ortiz         |
|    | Argentina (bandiera) | P     | Matías Ibáñez       |
|    | Uruguay (bandiera)   | A     | Junior Arias        |

## Rosa 2017-2018
Aggiornata al 19 febbraio 2018
| N. |                      | Ruolo | Calciatore        |
| -- | -------------------- | ----- | ----------------- |
| 1  | Argentina (bandiera) | P     | Sebastián Bértoli |
| 2  | Argentina (bandiera) | D     | Wálter Andrade    |
| 3  | Argentina (bandiera) | D     | Lucas Márquez     |
| 4  | Argentina (bandiera) | D     | Lautaro Geminiani |
| 5  | Argentina (bandiera) | C     | Marcelo Guzmán    |
| 6  | Argentina (bandiera) | D     | Iván Furios       |
| 7  | Argentina (bandiera) | C     | Lautaro Comas     |
| 8  | Argentina (bandiera) | C     | Abel Peralta      |
| 9  | Argentina (bandiera) | A     | Matías Quiroga    |
| 10 | Argentina (bandiera) | C     | Matías Garrido    |
| 11 | Uruguay (bandiera)   | A     | Adrián Balboa     |
| 13 | Argentina (bandiera) | C     | Marcos Minetti    |
| 14 | Argentina (bandiera) | P     | Federico Costa    |
| 15 | Argentina (bandiera) | D     | Luca Sosa         |
| 16 | Paraguay (bandiera)  | C     | Alberto Contrera  |

| N. |                      | Ruolo | Calciatore        |
| -- | -------------------- | ----- | ----------------- |
| 18 | Argentina (bandiera) | C     | Tomás Spinelli    |
| 19 | Argentina (bandiera) | C     | Martín Rivero     |
| 20 | Venezuela (bandiera) | C     | Darwin González   |
| 21 | Paraguay (bandiera)  | C     | Blas Cáceres      |
| 23 | Argentina (bandiera) | D     | Bruno Urribarri   |
| 24 | Argentina (bandiera) | C     | Damián Lemos      |
| 25 | Argentina (bandiera) | D     | Rodrigo Arciero   |
| 28 | Argentina (bandiera) | C     | Julián Marchioni  |
| 29 | Argentina (bandiera) | A     | Rodrigo Migone    |
| 30 | Argentina (bandiera) | P     | Emanuel Alarcón   |
| 32 | Argentina (bandiera) | C     | Gastón Gil Romero |
| 33 | Argentina (bandiera) | D     | Renzo Vera        |
| 34 | Argentina (bandiera) | D     | Agustín Sandona   |
| 35 | Argentina (bandiera) | C     | Maximiliano Núñez |
| 37 | Uruguay (bandiera)   | A     | Sebastián Ribas   |

## Rosa 2016
Aggiornata al 19 febbraio 2016
| N. |                      | Ruolo | Calciatore         |
| -- | -------------------- | ----- | ------------------ |
|    | Argentina (bandiera) | P     | Sebastián Bértoli  |
|    | Argentina (bandiera) | P     | Agustín Bossio     |
|    | Argentina (bandiera) | P     | Carlos Morel       |
|    | Argentina (bandiera) | D     | Wálter Andrade     |
|    | Argentina (bandiera) | D     | Iván Furios        |
|    | Argentina (bandiera) | D     | Abel Masuero       |
|    | Argentina (bandiera) | D     | Jonathan Ferrari   |
|    | Argentina (bandiera) | D     | Lautaro Germiniani |
|    | Argentina (bandiera) | D     | Gabriel Graciani   |
|    | Argentina (bandiera) | D     | Alexander Hollmann |
|    | Argentina (bandiera) | D     | Ezequiel Garré     |
|    | Argentina (bandiera) | D     | Lucas Márquez      |
|    | Argentina (bandiera) | D     | Marcos Minetti     |

| N. |                      | Ruolo | Calciatore               |
| -- | -------------------- | ----- | ------------------------ |
|    | Argentina (bandiera) | C     | Lautaro Comas            |
|    | Argentina (bandiera) | C     | Mariano Echagüe          |
|    | Argentina (bandiera) | C     | Marcelo Guzmán           |
|    | Argentina (bandiera) | C     | Fernando De la Fuente    |
|    | Argentina (bandiera) | C     | Damián Pacco             |
|    | Argentina (bandiera) | C     | Gastón Rossi             |
|    | Argentina (bandiera) | C     | Tomás Spinelli           |
|    | Argentina (bandiera) | C     | Damián Toledo            |
|    | Argentina (bandiera) | A     | Mauricio Carrasco        |
|    | Uruguay (bandiera)   | A     | Leonardo Acosta          |
|    | Argentina (bandiera) | A     | Alejandro Almada         |
|    | Argentina (bandiera) | A     | Matías Alejandro Quiroga |
|    | Argentina (bandiera) | A     | Fernando Telechea        |

## Rose delle stagioni precedenti
- 2010-2011

## Uniformi
|  | Manica sinistra · Maglietta · Manica destra · Pantaloncini · Calzettoni | Manica sinistra · Maglietta · Manica destra · Pantaloncini · Calzettoni |

### Ultimi disegni
- 2015-16

| Manica sinistra · Manica sinistra · Maglietta · Maglietta · Manica destra · Manica destra · Pantaloncini · Pantaloncini · Calzettoni | Manica sinistra · Manica sinistra · Maglietta · Maglietta · Manica destra · Manica destra · Pantaloncini · Pantaloncini · Calzettoni |  |

- 2014-15

| Manica sinistra · Manica sinistra · Maglietta · Maglietta · Manica destra · Manica destra · Pantaloncini · Pantaloncini · Calzettoni | Manica sinistra · Manica sinistra · Maglietta · Maglietta · Manica destra · Manica destra · Pantaloncini · Pantaloncini · Calzettoni |  |

- 2013-14

| Manica sinistra · Manica sinistra · Maglietta · Maglietta · Manica destra · Manica destra · Pantaloncini · Pantaloncini · Calzettoni | Manica sinistra · Manica sinistra · Maglietta · Maglietta · Manica destra · Manica destra · Pantaloncini · Pantaloncini · Calzettoni |  |

- 2011-13

| Manica sinistra · Manica sinistra · Maglietta · Maglietta · Manica destra · Manica destra · Pantaloncini · Pantaloncini · Calzettoni | Manica sinistra · Manica sinistra · Maglietta · Maglietta · Manica destra · Manica destra · Pantaloncini · Pantaloncini · Calzettoni | Manica sinistra · Manica sinistra · Maglietta · Maglietta · Manica destra · Manica destra · Pantaloncini · Pantaloncini · Calzettoni |  |